# Radosław Zawrotniak
Radosław Aleksander Zawrotniak (Krakkó, 1981. szeptember 2. –) olimpiai ezüstérmes lengyel párbajtőrvívó, felesége Beata Tereba Európa-bajnoki ezüstérmes párbajtőrvívónő.